# Chauliodoniscus quadrifrons
Chauliodoniscus quadrifrons är en kräftdjursart som först beskrevs av Menzies 1962.  Chauliodoniscus quadrifrons ingår i släktet Chauliodoniscus och familjen Haploniscidae. Inga underarter finns listade i Catalogue of Life.